# 雨の中に消えて
『雨の中に消えて』（あめのなかにきえて）は、石坂洋次郎の小説である。『若い女性』（講談社）1961年1月号から62年1月号まで連載され、1962年講談社より刊行された。1963年に映画化、1966年にはテレビドラマ化された。

## 内容
川路あや子、河原たか子、桑田きみえの三人は秋田県の同じ高校の同級生で、共に上京し、東京・田園調布の一軒家の離れを借りてささやか且つ自由な同居生活を送っている。あや子は城東大学文学部に入学、たか子は女子短大を卒業後に太平洋出版に入社して婦人記者となり、きみえはデザイナーを目指して洋裁学校に通っている。
あや子は村田栄吉という同じ大学の学生のボーイフレンドがいる。きみえは高校時代の教師の渡部との思い出に浸るようなところもある。たか子は作家の高畠に好意を寄せられているが本人は苦手としている。ある日、あや子は栄吉と共に都議会議員候補の樺山の応援のアルバイトをすることになった…。
3人は激しい大人の世界に直面しながらも、そのはつらつとした青春群像を描いてゆく。

## 映画版
1963年3月17日公開。主演は吉永小百合。

### キャスト
- 川路あや子：吉永小百合
- 河原たか子：笹森礼子
- 村田栄吉：高橋英樹
- 桑田きみえ：十朱幸代
- 高畠千代：菅井きん
- 渡部：山田吾一
- 佐山：佐野浅夫
- 高畠南風：下元勉
- 長沢（樺山の選挙事務長）：小泉郁之助
- 広瀬渡の運動員：黒田剛
- 広瀬渡：衣笠真寿男
- ベーカリーのマスター：榎木兵衛
- 革新党の運動員A：花村影則
- 樺山派の運動員C：荒井岩衛
- 樺山派の運動員A：村上和也
- 樺山派の運動員B：山口吉弘
- 革新党の運動員B：井田武
- 不良A：大川隆
- 樺山ふみ子：轟夕起子（特別出演）
- 樺山松雄：伊藤雄之助（〃）
- 以下ノンクレジット
- 学食のコック：水木京一
- 学食の客：安西拓人、石火矢哲郎、伊豆見雄
- 学生課職員：和田みどり、式田賢一
- 学生課の職員・宴席の客：吉田勇男
- ラウンジの客：英原穣二、緑川宏
- ラウンジのボーイ：織田俊彦
- ラウンジの客・宴席の客：伊達満
- 樺山の運動員：山岡正義
- クラブのコントラバス奏者：本目雅昭
- クラブの木琴奏者：園田健夫
- クラブのドラム奏者：石川恵一
- クラブのギター奏者：島本輝男
- クラブの客：森みどり、藤沢健男、川口道江
- クラブの客・樺山の運動員：田中滋
- 樺山の運動員：瀬山孝司、二階堂郁夫
- 選挙事務所の女：山本トミ、高田栄子
- 街頭演説を聞く男：守屋徹、澄田浩介
- 街頭演説を聞く婦人：高山千草、佐川明子
- 広瀬渡の運動員：中平哲仟、田畑善彦
- 宴席の客：澄川透、千代田弘、玉井謙介、東郷秀美、里実、深町真喜子、重盛輝江、三杉健、鈴村益代、小林亘、 漆沢政子

### スタッフ
- 原作：石坂洋次郎（『若い女性』連載）
- 企画：水の江瀧子
- 監督：西河克己
- 脚本：池田一朗、西河克己
- 助監督：白鳥信一
- 撮影：横山実
- 音楽：池田正義
- 美術：佐谷晃能
- 録音：八木多木之助
- 照明：河野愛三
- 編集：鈴木晄
- 製作主任：野村耕祐
- スチール：目黒祐司
- 技斗：渡井嘉久雄
- 製作：日活

### 主題歌
- 「雨の中に消えて」 歌：吉永小百合 （作詞：佐伯孝夫、作曲：吉田正）

## テレビドラマ版
日本テレビの月曜20時枠の時間帯で、1966年8月15日から同年11月7日まで放送された。全13回。放映形式はモノクロ16mmフィルム。
石坂洋次郎原作のシリーズの第4弾として放送。提供は明治乳業と田辺製薬（現：田辺三菱製薬）。
映像が現存し、2013年8月からチャンネルNECOで全13話が再放映された。
地上波では、1989年12月 - 1990年2月にかけて日本テレビの火曜日深夜（水曜日早朝）4時台で再放送されていた。　
2019年5月31日に発売されたDVDとして初めてソフト化された。

### キャスト
- 川路あや子：松原智恵子
- 村田栄吉：舟木一夫
- 河原たか子：広瀬みさ
- 桑田きみえ：伊藤るり子
- 高畠南風：杉浦直樹
- 高畠千代：菅井きん
- 柴山貞三（太平洋出版社の編集長）：菅原謙二
- 野崎正也（太平洋出版社の同僚）：川地民夫
- 岩本ひさ子（太平洋出版社の同僚）：高田敏江
- 山田社長：斎藤達雄
- 神谷守 (魚屋「魚万」の御用聞き) ：小瀬朗
- 長澤信子：小園蓉子
- 渡部：三上真一郎
- 仲谷昇
- 高品格
- 利根はる恵
- 高原駿雄
- 桜むつ子
- 石川進
- 今井和子
- 野村隆
- 浜川智子
- 渋沢詩子
- 村瀬幸子
- 山崎直衛
- 小峰千代子
- 若宮忠三郎
- 河上喜史朗
- 山根久幸
- 竹内一光
- 松村広和
- 高田真穂
- 小沢昭一（第8話）

### スタッフ
- 原作：石坂洋次郎
- 脚本：松木ひろし、津田幸夫
- 監督：春原政久、鍛冶昇
- 企画：山口純一郎、亀井欽一、小坂敬
- 音楽：池田正義
- 撮影：中尾利太郎
- 照明：飯沼水彦
- 録音：片桐登司美
- 美術：土屋伊豆夫
- 編集：渡辺士郎
- 助監督：海野義幸、坂口喜久男、渡辺昇
- 製作担当者：甲斐浩
- 第一衣裳、山田かつら店、高津映画装飾
- 衣裳提供：花咲繊維婦人服部
- 主題歌：「雨の中に消えて」 歌：舟木一夫 （作詞：丘灯至夫、作曲：山路進一　コロムビア・レコード）
- 制作：日活、日本テレビ

### サブタイトル
| 話数 | 放送日        | サブタイトル          | 脚本       | 監督     |
| ---- | ------------- | --------------------- | ---------- | -------- |
| 1    | 1966年8月15日 | ヒヨッコ集れ!         | 松木ひろし | 春原政久 |
| 2    | 8月22日       | お月さまにヤア!       | 松木ひろし | 春原政久 |
| 3    | 8月29日       | サラリー君こんにちは! | 津田幸夫   | 春原政久 |
| 4    | 9月5日        | そよ風が頬にヒュッ!   | 津田幸夫   | 春原政久 |
| 5    | 9月12日       | 昇れ、太陽!           | 津田幸夫   | 鍛冶昇   |
| 6    | 9月19日       | これが恋かしら?       | 松木ひろし | 鍛冶昇   |
| 7    | 9月26日       | 走れ!恋のオートバイ   | 松木ひろし | 鍛冶昇   |
| 8    | 10月3日       | 女がそれを意識する    | 松木ひろし | 春原政久 |
| 9    | 10月10日      | さよなら、初恋くん!   | 津田幸夫   | 春原政久 |
| 10   | 10月17日      | 胸の底に火が燃える    | 松木ひろし | 春原政久 |
| 11   | 10月24日      | 嫁ッコとるなら…       | 津田幸夫   | 鍛冶昇   |
| 12   | 10月31日      | 美しきやどかり        | 松木ひろし | 鍛冶昇   |
| 13   | 11月7日       | 飛び立てヒヨッコ！    | 津田幸夫   | 鍛冶昇   |